# Cour (voie)
Pour les articles homonymes, voir Cour.
Le mot cour est un odonyme, c'est-à-dire un terme servant à désigner une voie publique. Le mot est féminin, à ne pas confondre avec un « cours », le nom (masculin) d'un autre type de voie publique. « Cour » est par extension le terme utilisé pour une voie d'accès qui est une ou plusieurs cours en enfilade, donnant accès à des bâtiments enclavés dans un îlot d'immeubles.
Certaines des cours de ce type font partie de la voirie municipale, mais très souvent elles sont privées ou semi-privées, en principe accessibles seulement aux résidents. L'usage de cet odonyme est relativement peu fréquent.
L'abréviation de cour est Cr.

## Liste de "Cour"

### A
- Cour d'Alger
- Cour d'Alsace-Lorraine
- Cour des Ateliers

### B
- Cour de Barsac (Entrepôts de Bercy)
- Cour Baudoin (Entrepôts de Bercy)
- Cour du Bel-Air
- Cour Bérard
- Cour des Bretons

### C
- Cour du Cantal
- Cour Canonge (Entrepôts de Bercy)
- Cour Chabrier (Entrepôts de Bercy)
- Cour Chamonard (Entrepôts de Bercy)
- Cour du Chêne-Vert
- Cour du Commerce Saint-André
- Cour du Coq
- Cour Crépier (Entrepôts de Bercy)

### D
- Cour Damoye
- Cour Debille
- Cour Delépine
- Cour Dessort (Entrepôts de Bercy)

### E
- Cour de l'Étoile-d'Or

### F
- Cour des Fabriques
- Cour de la Ferme-Saint-Lazare
- Cour des Fermes
- Cour de la Fraternité (Commune d'Alix_(Rhône))

### G
- Cour Gilles (Entrepôts de Bercy)
- Cour du Ginkgo
- Cour de la Grâce-de-Dieu
- Cour Greneta

### H
- Cour du Havre

### I
- Cour de l'Industrie

### J
- Cour Jacques-Viguès
- Cour Jasmin

### L
- Cour Labourmène (Entrepôts de Bercy)
- Cour Lesage
- Cour du Levant
- Cour du Liégat
- Cour Louis-Proust (Entrepôts de Bercy)

### M
- Cour de la Maison-Brulée
- Cour du Marché-Saint-Antoine
- Cour Margaux (Entrepôts de Bercy)
- Cour de la Métairie
- Cour du Midi
- Cour du Minervois

### N
- Cour de Narbonne (Entrepôts de Bercy)
- Cour Nicolaï (Entrepôts de Bercy)
- Cour du Nom-de-Jésus

### O
- Cour de l'Ours

### P
- Cour Pajol (Entrepôts de Bercy)
- Cour du Panier-Fleuri
- Cour des Petites-Écuries
- Cour du Ponant
- Cour de la Petite Vitesse (Arras)

### Q
- Cour Quellard

### R
- Cour de Rohan
- Cour du Roi-François
- Cour de Rome (3e arrondissement de Paris)
- Cour de Rome (8e arrondissement de Paris)

### S
- Cour Saint-Éloi
- Cour Saint-Émilion (Entrepôts de Bercy)
- Cour du Saint-Esprit
- Cour Saint-Joseph
- Cour Saint-Julien (Entrepôts de Bercy)
- Cour Saint-Louis
- Cour Saint-Nicolas
- Cour Saint-Pierre
- Cour Sedaine

### T
- Cour des Trois-Frères

### V
- Cour Valentin (Entrepôts de Bercy)
- Cour Vendôme
- Cour Viguès